# Distrito de Dibër
El distrito de Dibër (albanés: Rrethi i Dibrës) era uno de los 36 distritos de Albania. Tenía una población estimada de 86.000 habitantes (2004), y un área de 761 km². Se encontraba al noreste del país, y su capital era Peshkopi.
En 2015 fue creado, siguiendo los límites de este antiguo distrito, el municipio de Dibër, con capital en Peshkopi.